# Tolosa (Leyte)
Tolosa è una municipalità di quinta classe delle Filippine, situata nella Provincia di Leyte, nella Regione di Visayas Orientale.
Tolosa è formata da 15 barangay:
- Burak
- Canmogsay
- Cantariwis
- Capangihan
- Doña Brigida
- Imelda
- Malbog
- Olot
- Opong
- Poblacion
- Quilao
- San Roque
- San Vicente
- Tanghas
- Telegrafo